# Irbit (stad)
Irbit (Russisch: Ирбит) is een Russisch stadje in de oblast Sverdlovsk op ongeveer 204 kilometer ten noordoosten van Jekaterinenburg (250 km per auto) aan de instroom van de gelijknamige rivier de Irbit in de Nitsa. Het is het bestuurlijk centrum van de rajon Irbitski (sinds 1924) en is vooral bekend van de IMZ Ural-motorfabriek. De oppervlakte van de stad bedraagt ongeveer 64 km², de postcode van de stad is 623850 en de burgemeester is Andrej Gelmoet.

## Geschiedenis
De plaats ontstond als Irbejevsk (ook wel Irbitskaja Sloboda genoemd) aan de monding van de rivier de Nitsa (een zijrivier van de Irbit) in 1631 als een van de oudste Russische plaatsen ten oosten van de Oeral. In 1643 kreeg de nederzetting het recht om een markt te houden, de Markt van Irbit, die uitgroeide tot de grootste van Siberië en tweede van tsaristisch Rusland (na Nizjni Novgorod) naar omzet vanaf de 17e tot in de 19e eeuw. Er werden Europese, Aziatische (zoals Chinese thee en katoen) en Siberische producten (zoals huiden en machines) verkocht. De plaats kreeg de naam Irbit in 1662. Omdat Irbit niet had meegedaan aan de Poegatsjovopstand, kreeg de plaats van tsarina Catharina II in 1775 de stadsstatus. Het was toen onderdeel van de provincie Tobolsk. In 1781 kwam het onder de provincie Perm. In 1790 brandde de stad bijna volledig af.
Toen de trans-Siberische spoorlijn werd aangelegd door het gebied, verloor de stad snel aan betekenis en in 1929 sloot de markt. Met behulp van vijfjarenplannen werd de stad vanaf 1929 tot een industriestad omgevormd en de evacuatie van fabrieken naar de Oeral in de Tweede Wereldoorlog bracht een verdere groei in deze sector. De grootste fabrieken die werden overgeplaatst waren die van IMZ-Ural (grootste motorfabriek in de Sovjet-Unie) en een speciaalglas-fabriek, die meteen werden ingezet in de oorlog (motoren voor het leger en onbreekbaar glas voor de Russische tanks) en die na de oorlog bleven. Na het uiteenvallen van de Sovjet-Unie raakte de (staats)industrie in een crisis en verloren veel mensen hun baan, waarna het aantal inwoners terugliep. Hierna volgde een langzame omschakeling naar een open-markt economie. IMZ-Ural moest bijvoorbeeld terug naar de helft van zijn omvang en zijn productpakket aanpassen aan de veranderde markt. De teruggang in productie viel ook terug te zien in het aantal inwoners. Dat liep terug van 51.708 inwoners in 1989 tot 37.857 in 2013.

## Economie
De economische activiteiten bestaan uit de motorfabriek IMZ-Ural, waarvan momenteel de Ural het meest populaire motormerk is. Hiernaast staat er de grootste melkfabriek van de Oeral (66 duizend ton melk en een omzet van 520 miljoen roebel in 2004), waar melkproducten en softijs worden geproduceerd, een broodfabrien en een chemisch-farmaceutische fabriek. De glasfabriek van Irbit is de enige van de oblast.

## Bezienswaardigheden
In de stad bevindt zich op het voormalige terrein van IMZ Ural een museum over de geschiedenis van de fabriek en de Ural-motor. Ook wordt elk jaar de Irbit motorshow gehouden, die veel toeristen en motorliefhebbers uit Rusland en andere landen trekt. In de 50 jaar dat IMZ Ural bestaat werden meer dan 3 miljoen motoren geproduceerd.
Een ander museum is het Irbit staatsmuseum voor schone kunsten, waar zich meer dan 9000 gravures bevinden, waaronder enkele belangrijke werken van beroemde Europese kunstenaars, zoals Rembrandt van Rijn, Albrecht Dürer en Francisco Goya en Russische (Mstislav Doboezjinski) en van kunstenaars uit de Russische steden Jekaterinenburg en Nizjni Tagil. Het museum is momenteel de enige in Rusland die zich heeft gespecialiseerd in gravures.
Ook is er een 200-jaar oud theater in de stad.

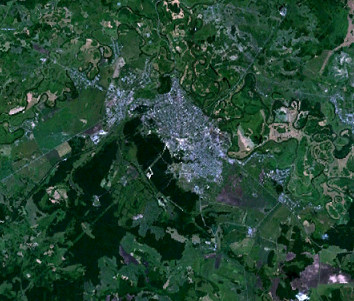
Satellietfoto van Irbit

## Geografie en transport
Irbit ligt in het West-Siberisch Laagland in het stroomgebied van de Ob. De Irbitrivier is een zijrivier van de Toera. De stad ligt aan de treinverbinding van Jekaterinenburg naar Tavda en Oestje-Acha en heeft wegen naar de steden Artjomovski, Kamysjlov, Tavda en Toerinsk.

## Demografie
| Ontwikkeling van het inwoneraantal |        |        |        |        |        |        |        |        |
| Jaar                               | 1897   | 1926   | 1939   | 1959   | 1970   | 1979   | 1989   | 2002   |
| Bevolking                          | 20.100 | 11.700 | 26.000 | 45.300 | 49.300 | 51.300 | 51.800 | 43.300 |

## Geboren
- Olga Tsjernjavskaja (17 september 1963), discuswerpster